# Rhachoepalpus nova
Rhachoepalpus nova är en tvåvingeart som beskrevs av Charles Howard Curran 1947. Rhachoepalpus nova ingår i släktet Rhachoepalpus och familjen parasitflugor.
Artens utbredningsområde är Colombia. Inga underarter finns listade i Catalogue of Life.